# Carl Borch Sørensen
Carl Borch Sørensen, med dæknavnet James (født 25. juli 1925, død 27. februar 1945 i Ryvangen) var en dansk modstandsmand, som var medlem af BOPA.
Carl Borch Sørensen blev arresteret af Gestapo den 15. februar 1945. Han blev, efter sin arrestation, udsat for tortur og mishandling uden at afsløre noget om sine kammerater. Han blev ført til Ryvangen den 27. februar 1945 og henrettet sammen med ni andre.